# Osborne-Effekt
Der Osborne-Effekt ist ein soziales Phänomen, bei dem Kunden als unerwarteter Nachteil der verfrühten Ankündigung eines zukünftigen Produkts durch ein Unternehmen Bestellungen für das aktuelle, bald nicht mehr erhältliche Produkt stornieren oder aufschieben. Dies ist ein Beispiel für Kannibalisierung. Der Begriff spielt auf die Osborne Computer Corporation an, deren zweites Produkt erst mehr als ein Jahr nach seiner Ankündigung auf den Markt kam. Der anschließende Konkurs des Unternehmens wurde weitgehend auf den Rückgang der Verkaufszahlen nach der Ankündigung zurückgeführt.

## Beschreibung

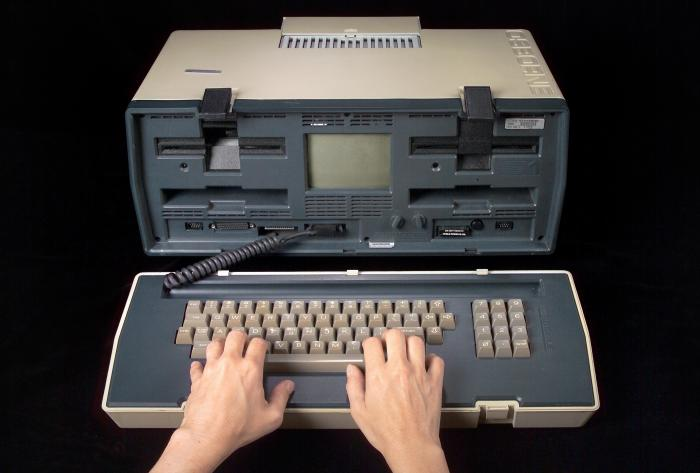
Ein Osborne 1 von 1982

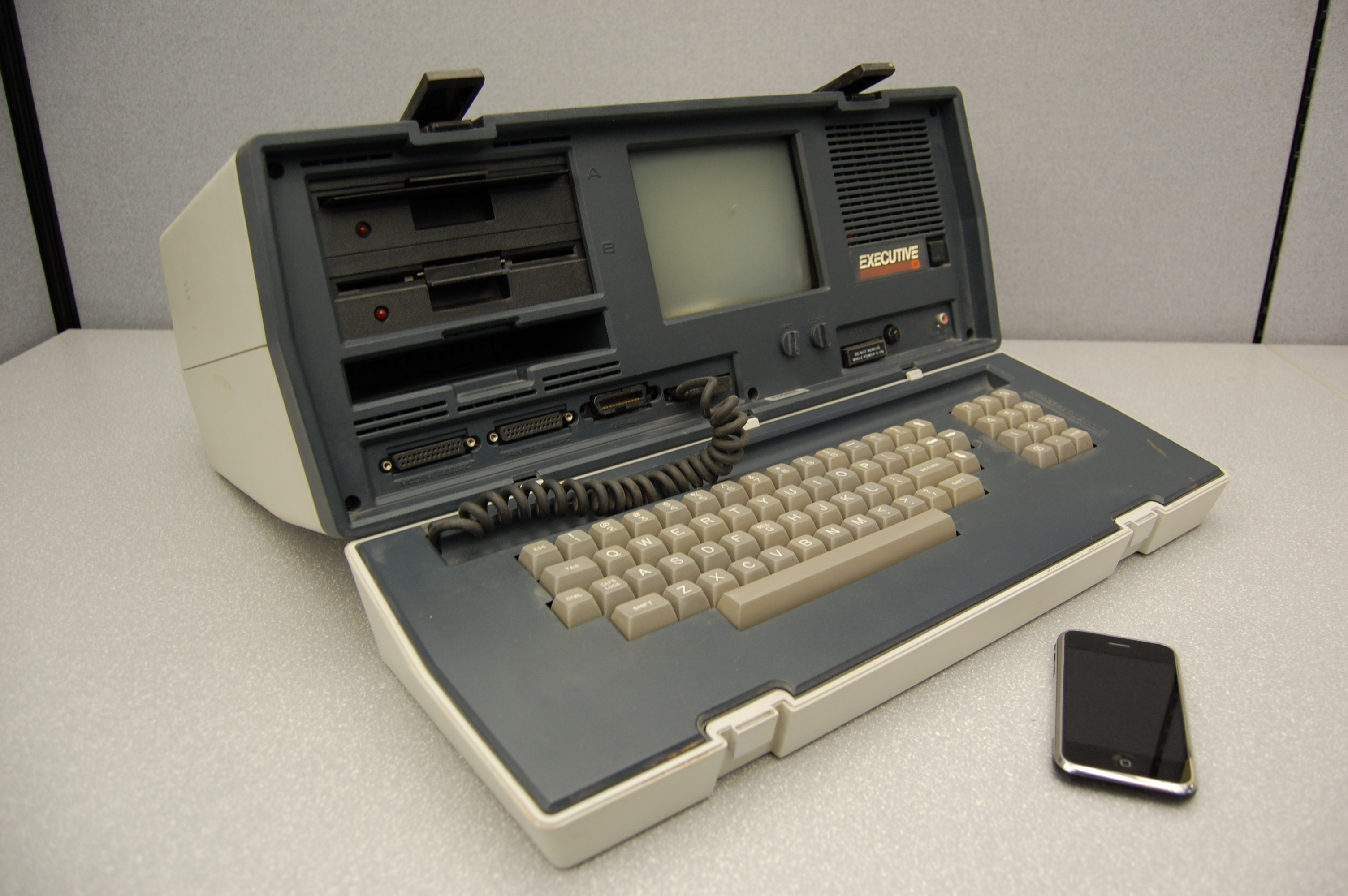
Eine Osborne Executive

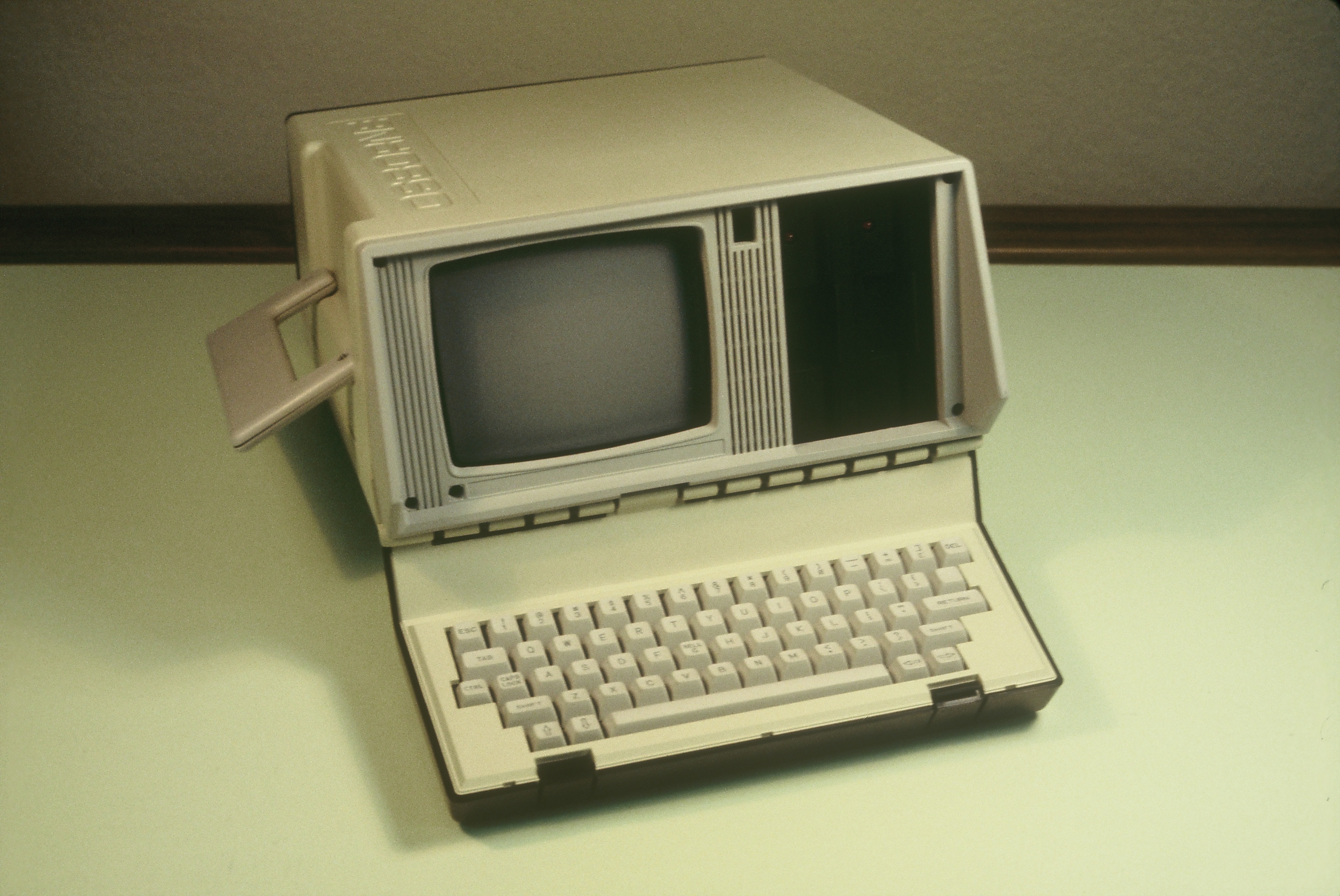
Ein Osborne Vixen-Prototyp

Der Osborne-Effekt besagt, dass die verfrühte Erwähnung künftiger, nicht verfügbarer Produkte dem Absatz bestehender Produkte schadet. Der Name stammt von der geplanten Ablösung des Osborne 1, eines frühen Personal Computers, der 1981 von der Osborne Computer Corporation erstmals verkauft wurde. Im Jahr 1983 kündigte der Gründer Adam Osborne mehrere Computermodelle der nächsten Generation (den Osborne Executive und den Osborne Vixen) an, bei denen es sich nur um Prototypen handelte, und betonte, dass sie das bestehende Modell übertreffen würden, da die Prototypen die Montagezeit drastisch verkürzen würden. Eine weit verbreitete Meinung war, dass die Verkäufe des Osborne 1 stark zurückgingen, da die Kunden diese fortschrittlicheren Systeme erwarteten, was zu einem Umsatzrückgang führte, von dem sich Osborne Computer nicht erholen konnte. Diese Ansicht tauchte in den Medien fast unmittelbar nach dem Konkurs des Unternehmens im September 1983 auf.

„Um dem 2.495 $ teuren Osborne Executive einen guten Start zu ermöglichen, begann Adam Anfang 1983 mit der Organisation von Werbemaßnahmen. Zusammen mit vielen anderen Zeitschriften wurde uns das Gerät in verschlossenen Hotelzimmern gezeigt. Wir durften bis zum geplanten Erscheinungstermin Mitte April nichts darüber drucken. Soweit wir wissen, wurde nichts gedruckt, aber die Händler erfuhren von den Plänen und stornierten scharenweise Bestellungen für die Osborne 1.
Anfang April teilte Osborne den Händlern mit, dass er ihnen die Maschine in der Woche vom 17. April auf einer einwöchigen Tour vorführen würde, und betonte, dass die neue Maschine kein Konkurrent für die Osborne 1 sei. Doch die Händler reagierten nicht so, wie Osborne es erwartet hatte: „Alle haben ihre Bestellungen für die Osborne 1 einfach storniert“, so Osborne.“

Osborne reagierte mit drastischen Preissenkungen für den Osborne 1, um den Cashflow anzukurbeln. Aber nichts schien zu funktionieren, und mehrere Monate lang gab es praktisch keine Verkäufe mehr.
Die Vorankündigung erfolgt aus mehreren Gründen: um den derzeitigen Kunden zu versichern, dass es Verbesserungen oder niedrigere Kosten geben wird, um das Interesse der Medien und der Investoren an den Zukunftsaussichten des Unternehmens zu steigern und um die Konkurrenz einzuschüchtern oder zu verwirren. Wenn es richtig gemacht wird, sind die Auswirkungen auf den Umsatz oder den Cashflow des Unternehmens minimal, da der Umsatzrückgang für das aktuelle Produkt durch Aufträge oder abgeschlossene Verkäufe des neuen Produkts ausgeglichen wird, sobald es verfügbar ist. Tritt jedoch der Osborne-Effekt auf, steigt die Menge der unverkauften Waren, und das Unternehmen muss mit Preisnachlässen und/oder einer Verringerung der Produktion des aktuellen Produkts reagieren, was beides den Cashflow belastet.

## Kritik
Interviews mit ehemaligen Mitarbeitern lassen Zweifel daran aufkommen, dass Osbornes Sturz ausschließlich auf eine vorzeitige Ankündigung zurückzuführen ist.
Nach einer erneuten Diskussion über den Osborne-Effekt im Jahr 2005 interviewte der Kolumnist Robert X. Cringely den ehemaligen Osborne-Mitarbeiter Mike McCarthy und klärte die Geschichte hinter dem Osborne-Effekt. Während das neue Executive-Modell von Osborne Computer angeblich 2.195 US-Dollar kostete und mit einem 7 inch-Bildschirm ausgestattet war, verkaufte der Konkurrent Kaypro einen Computer mit einem 9 inch-Bildschirm für 400 Dollar weniger, und das Kaypro-Gerät hatte bereits begonnen, die Verkäufe des Osborne 1, eines Computers mit einem 5 inch-Bildschirm für $1.995, zu beeinträchtigen.
Nachdem die Lagerbestände des Osborne 1 abgebaut waren, wechselten die Kunden nach McCarthys Ansicht zu Kaypro, so dass der monatliche Absatz des Executive auf weniger als 10 % des Vorgängermodells zurückging.
Am 20. Juni 2005 zitierte The Register aus Osbornes Memoiren und interviewte den Osborne-Reparateur Charles Eicher, um eine Geschichte über Unternehmensentscheidungen zu erzählen, die zum Niedergang des Unternehmens beitrugen. Anscheinend lief der Verkauf des neuen Modells zwar relativ schleppend, aber er begann, Gewinn zu machen, als ein Vizepräsident entdeckte, dass es einen Bestand an voll ausgestatteten Motherboards für die älteren Modelle im Wert von 150.000 Dollar gab. Anstatt die Hauptplatinen wegzuwerfen, überzeugte der Vizepräsident die Osborne-Führung von der Idee, sie zu kompletten Einheiten zusammenzubauen und zu verkaufen.
Bald wurden 2 Millionen Dollar ausgegeben, um die Hauptplatinen in fertige Geräte umzuwandeln, und für CRTs, RAM, Diskettenlaufwerke, um die Produktion wiederherzustellen und die Formgehäuse herzustellen. Das war weit mehr Geld, als irgendjemand erwartet hatte, und auch mehr, als sich das Unternehmen zu diesem Zeitpunkt leisten konnte. In seiner Autobiographie beschrieb Osborne dies als einen Fall von „gutes Geld dem schlechten hinterherwerfen“. Zu diesem Zeitpunkt wurde das Unternehmen aufgelöst.

## Andere Beispiele
1978 kündigte North Star Computers eine neue Version seines Floppy-Disk-Controllers mit doppelter Kapazität an, die zum gleichen Preis wie die bestehende Produktpalette verkauft werden sollte. Der Absatz der bestehenden Produkte brach ein. Das Unternehmen ging fast in Konkurs und wurde 1984 aufgelöst.
Auch andere Produkte der Unterhaltungselektronik wurden immer wieder vom Osborne-Effekt heimgesucht. Anfang der 1990er Jahre wurden die Verkäufe von Fernsehgeräten durch das Gerede über die bevorstehende Einführung von HDTV beeinträchtigt, das sich erst in 10 Jahren durchsetzen sollte.
Als Sega knapp zwei Jahre nach der Markteinführung des Saturn begann, öffentlich über ihr System der nächsten Generation zu diskutieren (das schließlich als Dreamcast veröffentlicht wurde), wurde es zu einer selbstzerstörerischen Prophezeiung. Zu dieser Zeit hatte Sega eine Geschichte von kurzlebigen Konsolen, insbesondere die Sega Mega-CD und 32X, die als schlecht durchdachte „Lückenbüßer“ angesehen wurden. Diese Konsolen und die frühe Veröffentlichung des Saturn in den Vereinigten Staaten, der mit Sonys PlayStation konkurrieren sollte, beendeten die Verkäufe von Segas Genesis und frustrierten Spieler (die frühe Veröffentlichung bedeutete, dass sie sich die Konsole nicht leisten konnten) und Entwickler (die frühe Veröffentlichung des Saturn zwang die Entwickler zur Eile bei der Fertigstellung ihrer Spiele) gleichermaßen. Diese Faktoren führten schnell zum Scheitern des Saturn: Nach der Dreamcast-Ankündigung gingen die Verkäufe von Saturn-Konsolen und -Software in der zweiten Hälfte des Jahres 1997 deutlich zurück, während viele geplante Spiele gestrichen wurden, was die Lebenserwartung der Konsole erheblich verkürzte. Dadurch konnte sich Sega zwar auf die Entwicklung des Nachfolgers konzentrieren, aber das vorzeitige Ende des Saturn führte dazu, dass Kunden und Entwickler skeptisch waren und sich zurückhielten, was ebenfalls zum Scheitern des Dreamcast und zum Ausstieg von Sega aus der Konsolenindustrie führte.
Ein weiteres Beispiel für den Osborne-Effekt war die Umsetzung des Plans von Nokia-Chef Stephen Elop, seine mobile Softwareplattform von Symbian auf Windows Phone umzustellen. Darüber hinaus wurde die Kritik an bestehenden Produkten mit dem Ratner-Effekt verglichen. Obwohl seit einiger Zeit bekannt war, dass Nokias Symbian-Telefone gegenüber iOS und Android nicht mehr konkurrenzfähig waren, erwirtschafteten sie dank Nokias Markenbekanntheit immer noch beträchtliche Gewinne, bis Elops „burning platform“ memo „die Cash-Cow Symbian effektiv in eine tote Ente verwandelte“. Gleichzeitig waren die ersten Windows Phone-Geräte von Nokia erst in einem Jahr verfügbar, und als sie dann auf den Markt kamen, reichten ihre Verkaufszahlen nicht aus, um das Volumen und den Gewinn der Symbian-Geräte zu ersetzen. Darüber hinaus hat die Ankündigung, dass Windows Phone 7-Geräte nicht auf Windows Phone 8 upgraden können, den Verkäufen von Nokias Windows Phone 7-Telefonen geschadet, und es war ein riskanter Schritt für Microsoft, das es sich nicht leisten kann, Leute zu verprellen, wenn es Dutzende von hochleistungsfähigen und erschwinglichen Android-Telefonen gibt oder jahrealte Apple-iPhones, die nicht vorzeitig von der iOS-Spielwiese ausgeschlossen werden. Poor performance led Nokia to sell its mobile phone division to Microsoft in 2013.
Auch MakerBot scheint dem Osborne-Effekt zum Opfer gefallen zu sein, denn das offene Reden über ein zukünftiges Produkt hat die Verkaufszahlen des aktuellen Produkts deutlich reduziert.